# (9082) Leonardmartin
(9082) Leonardmartin (1994 VR6) – planetoida z grupy przecinających orbitę Marsa okrążająca Słońce w ciągu 4,53 lat w średniej odległości 2,74 au. Odkryta 4 listopada 1994 roku.